# Smolna (góra)
Smolna (870 m n.p.m.) – góra w Sudetach Środkowych, w północnej części wierzchowiny Gór Bystrzyckich. Do 1945 roku góra nosiła niem. Vogelberg (Ptasia Góra). Obecnie nazwę Ptasia Góra nosi góra położona około 2,0 km na południowy wschód od centrum Dusznik-Zdroju na wysokości 745 m n.p.m.
W całości jest porośnięta sztucznymi lasami świerkowymi z niewielką domieszką buka i jaworu.
Ciekawym przejawem kultury ludowej są legendy o złym duchu, Jaśku-Ptaśku (niem. Hannesvogel), który zawsze był gotów do psot i mylenia drogi zabłąkanym wędrowcom.

## Szlaki turystyczne
Południowym podnóżem Smolnej przechodzi szlak turystyczny:
- prowadzący Zieloną Drogą, z Pokrzywna do Zieleńca.